# Grigorij Golicyn
Grigorij Siergiejewicz Golicyn (ros. Григорий Сергеевич Голицын, ur. 20 grudnia 1838?/1 stycznia 1839 w Starej Wsi, gubernia siedlecka, Królestwo Polskie, zm. 28 marca?/10 kwietnia 1907 w Petersburgu) – rosyjski generał adiutant, głównodowodzący siłami rosyjskimi na Kaukazie w latach 1897–1904.
Syn Siergieja Golicyna zw. Tyrsem i jego żony Marii z Jezierskich. Ukończył Korpus Paziów, a następnie Mikołajowską Akademię Sztabu Generalnego. Służył na Kaukazie, brał udział w walkach z góralami kaukaskimi. Dowodził 14 gruzińskim pułkiem grenadierów, a następnie Lejb-Gwardyjskim Fińskim Pułkiem.
W 1876 został gubernatorem wojennym obwodu uralskiego oraz atamanem nakaźnym kozaków uralskich. W 1880 był p.o. generał-gubernatora orenburskiego oraz dowódcy wojsk orenburskiego okręgu wojskowego. Pięć lat później wszedł do senatu, zaś w 1893 do Rady Państwa.
W latach 1897–1904 dowodził siłami rosyjskimi na Kaukazie. Stanowisko to przyjmował z niechęcią. W 1903 ogłosił przejęcie przez państwo majątku ruchomego i nieruchomego Kościoła Ormiańskiego. Krok ten spotkał się z powszechną krytyką w kołach rządowych, zdecydowanie negatywnie wyrażał się o nim premier Siergiej Witte, zdaniem którego Golicym nieodwracalnie zraził do Rosjan najbardziej przychylny im naród kaukaski, jakim byli Ormianie. Car Mikołaj II poparł jednak Golicyna i zachował w mocy jego zarządzenie. Golicyn dokonał także aresztowań ponad 1000 działaczy ormiańskich.
Odszedł z piastowanych stanowisk po nieudanym zamachu na swoje życie dokonanym przez Armeńską Federację Rewolucyjną (dasznaków).